# غريغور رامزي
غريغور رامزي (بالإنجليزية: Gregor Ramsay)‏ هو سائق سباق بريطاني، ولد في 30 يونيو 1996 في غلاسكو في المملكة المتحدة.

## وصلات خارجية
- الموقع الرسمي
- غريغور رامزي على موقع DriverDB.com (الإنجليزية)